# المخبر الاسفل (الشعر)

تعديل مصدري - تعديل

المخبر الاسفل محلة تابعة لقرية المعراضة، التابعة لعزلة بيت الصائدي بمديرية الشعر إحدى مديريات محافظة إب في الجمهورية اليمنية.، بلغ تعداد سكانها 63 حسب تعداد اليمن لعام 2004.